# Ormosia harrisoniana
Ormosia harrisoniana är en tvåvingeart som beskrevs av Alexander 1940. Ormosia harrisoniana ingår i släktet Ormosia och familjen småharkrankar. Inga underarter finns listade i Catalogue of Life.